# Constance de Portugal (1290-1313)
Pour les articles homonymes, voir Constance de Portugal.
Constance de Bourgogne et Aragón née vraisemblablement le 3 janvier 1290 et décédée le 18 novembre 1313 était une infante portugaise et reine de Castille. Elle était fille de Denis Ier de Portugal et d'Élisabeth de Portugal, en plus d'être la sœur d'Alphonse IV de Portugal.

## Biographie
Elle devient reine de Castille par mariage en 1302. En 1312, à la mort de son époux, comme son fils Alphonse était mineur, elle assuma la régence avec sa belle-mère Maria de Molina. Mais cette charge dura peu puisqu'elle mourut l'année suivante.

## Mariage et descendance
Mariée avec Ferdinand IV de Castille elle eut plusieurs enfants :
- Éléonore (1307-1359) qui épousera Alphonse IV d'Aragon ;
- Constance (1308-1310) ;
- Alphonse XI de Castille (1311-1350), successeur de son père.